# Карыж
Кары́ж — село, расположенное в Глушковском районе Курской области России. Административный центр Карыжского сельсовета.

## География
Село находится на берегу реки Сейм, в 7 км от российско-украинской границы, в 127 км к юго-западу от Курска, в 12 км к северо-западу от районного центра — посёлка городского типа Глушково.
Улицы
В селе улицы: Новая, Подлесье, Сальная, Сеймовая, Средняя и старые улицы (дореволюционные): Крещатик и Халиевка.
Климат
Карыж, как и весь район, расположен в поясе умеренно континентального климата с тёплым летом и относительно тёплой зимой (Dfb в классификации Кёппена).
| Показатель                                                                       | Янв. | Фев. | Март | Апр. | Май  | Июнь | Июль | Авг. | Сен. | Окт. | Нояб. | Дек. | Год  |
| -------------------------------------------------------------------------------- | ---- | ---- | ---- | ---- | ---- | ---- | ---- | ---- | ---- | ---- | ----- | ---- | ---- |
| Средний суточный максимум, °C                                                    | −3,4 | −2,3 | 3,8  | 13,5 | 19,7 | 22,9 | 25,2 | 24,7 | 18,4 | 11   | 4     | −0,6 | 11,4 |
| Средняя температура, °C                                                          | −5,5 | −4,9 | 0,1  | 8,7  | 15   | 18,6 | 20,9 | 20,1 | 14,2 | 7,6  | 1,8   | −2,6 | 7,8  |
| Средний суточный минимум, °C                                                     | −7,9 | −8   | −4   | 3,2  | 9,4  | 13,3 | 16   | 14,9 | 10   | 4,2  | −0,5  | −4,7 | 3,8  |
| Норма осадков, мм                                                                | 49   | 43   | 48   | 48   | 61   | 69   | 78   | 50   | 56   | 53   | 48    | 48   | 651  |
| Источник: Погода по месяцам c ru.climate-data.org(дата обращения: Сентябрь 2021) |      |      |      |      |      |      |      |      |      |      |       |      |      |

Часовой пояс
Село Карыж, как и вся Курская область, находится в часовой зоне МСК (московское время). Смещение применяемого времени относительно UTC составляет +3:00.

## Население
| 2002 | 2010 |
| ---- | ---- |
| 727  | ↘575 |

## История
При Иване Грозном в 1570 году на реке Сейм была устроена сторожа Карыж (на месте нынешнего села).
Село Карыж основано в 1657 году украинскими казаками, переселившимися на территорию Русского царства из Поднепровья в период восстания 1649-1658 гг. казаков против Речи Посполитой. Село Карыж и соседние с ним села (Званное, Коровяковка и другие) относилось к полковым землям слободского Сумского казачьего полка. Жители села служили в Карыжской и Белопольской сотнях Сумского казачьего полка, а с 1765 года в Сумском гусарском полку. До настоящего времени многие жители села Карыж разговаривают между собой на русско-украинском (слободском) диалекте.
В XVIII веке в селе действовала церковь Св. Дмитрия
Между сёлами Карыж и Званное расположено урочище Карыжский лес площадью 1820 га. Главные породы урочища - сосна, дуб, ель, лиственница сибирская; много здесь и экзотов - орех маньчжурский, красный дуб, дугласова пихта. Карыжский лес признан природным памятником регионального значения.
С началом вторжения вооруженных сил Украины на территорию Курской области в августе 2024 года большинство жителей Карыжа были эвакуированы в Курск.

## Инфраструктура
Личное подсобное хозяйство. СДК. ФАП. В селе 394 дома.

## Транспорт
Карыж находится на автодорогe регионального значения 38К-040 (Хомутовка — Рыльск — Глушково — Тёткино — граница с Украиной), на автодорогe межмуниципального значения 38Н-123 (Карыж — ст. Неониловка возле одноимённого села — граница с Украиной), в 15 км от ближайшего ж/д остановочного пункта Неониловка (линия Хутор-Михайловский — Ворожба).
В 172 км от аэропорта имени В. Г. Шухова (недалеко от Белгорода).

## Природа
В окрестностях села находятся памятники природы — гладиолусовый луг и реликтовый лес. Гладиолусовый луг находится в пойме Сейма. В период цветения диких гладиолусов, занесенных в Красную книгу России, луг имеет розовую окраску, так как количество цветов на 1 м² доходит до 260. В Карыжском лесу, общей площадью 1820 гектаров, произрастают одновременно 6 типов деревьев: веймутовая сосна, крымская сосна, обыкновенная сосна, ель, дуб и манчжурский орех.

## Известные люди
- Григорий Прохорович Усиченко (1922—1996) — полный кавалер ордена Славы.

## Достопримечательности
- Дмитриевская церковь
- Карыжский лес[9]